# استن مورتنسن
استن مورتنسن (به انگلیسی: Stan Mortensen) بازیکن فوتبال زادهٔ ۲۶ مه ۱۹۲۱ اهل انگلستان بود که سابقهٔ بازی در تیم ملی فوتبال انگلستان را در کارنامهٔ خود دارد. وی در تاریخ ۲۵ مه ۱۹۴۷ نخستین بازی ملی خود را در مقابل تیم ملی فوتبال پرتغال انجام داد و با حضور در ۲۵ بازی ملی، در تاریخ ۲۵ نوامبر ۱۹۵۳ واپسین بازی ملی‌اش را در برابر تیم ملی فوتبال مجارستان برگزار کرد.
این بازیکن توانسته در بازی‌های ملی، ۲۳ گل به ثمر برساند.
استن مورتنسن نخستین و تنها بازیکنی است که در جام حذفی فوتبال انگلستان به امتیاز هت تریک دست یافته است. وی در سال ۱۹۵۳ در بازی تیم‌های بلکپول و بولتون در ورزشگاه ومبلی، سه گل پیاپی را وارد دروازه بولتن کرد و موجب برد ۴ به ۳ بلکپول شد.